# Ydstebøhavn
Ydstebøhavn (eller Ystabøhamn) er en by der er administrationscenter i Kvitsøy kommune i Rogaland fylke i Norge. Byen har 	394 indbyggere (2012). Her ligger blandt andet butik, sygehjem, bibliotek, gavebutik, Hummermuseet og Kvitsøy fyr.